# Гаврилов-Ям
Гаври́лов-Ям — город (с 1938) в России, городское поселение, административный центр Гаврилов-Ямского района Ярославской области.
Город расположен на реке Которосль (приток Волги), в 46 км от Ярославля. Грузовая железнодорожная станция (пассажирское движение до станции Семибратово отменено в 2003 году). Население — 16 084 чел. (2021). Население — 15 576 чел. (2024).
Распоряжением Правительства РФ от 29 июля 2014 года № 1398-р «Об утверждении перечня моногородов» включён в категорию «Монопрофильные муниципальные образования Российской Федерации (моногорода) с наиболее сложным социально-экономическим положением».

## География

### Географическое положение
Гаврилов-Ям расположен в центральной части Восточно-Европейской равнины на реке Которосль (приток Волги), в 46 км от Ярославля, 261 км от Москвы. Гаврилов-Ям занимает площадь в 11 км².

### Часовой пояс
Гаврилов-Ям находится в часовой зоне МСК (московское время). Смещение применяемого времени относительно UTC составляет +3:00. В соответствии с применяемым временем и географической долготой средний солнечный полдень в Гаврилов-Яме наступает в 12:21.

## История

### Возникновение
Первое письменное упоминание о деревне «Вора, Гаврилово тож», расположенной в 7 км от Ростово-Суздальского тракта, относится к 1545 году. Упомянута в списках Троице-Сергиев-Варницкого монастыря, которому и принадлежала в это время. В тот момент деревня насчитывала всего 7 дворов.

### Происхождение названия
Согласно оценке Е. М. Поспелова, в селе, по-видимому, некогда был ям (станция, где содержали разгонных ямских лошадей),
к которому непосредственное отношение имел некий ямщик Гаврила.

### XVI—XVII века
В течение XVI—XVIII веков селение несколько раз меняло название и статус: деревня Гавриловский Ям (указ 1580 года от имени царя Ивана Грозного), Гаврилов-Ямская слобода, село Гаврилов-Ям (после строительства церкви в конце XVIII века). В 1619 году владельцем села стал князь А.Р. Гагарин. Село было дано ему «за московское осадное сидение в приход литовского королевича». Затем Гаврилов-Ям перешёл во владение А.И. Кольцову-Массальскому, который, в свою очередь, продал его В.О. Яковлеву. Яковлев будет владеть Гаврилов-Ямом до 1786 года.
В конце XVIII века селение насчитывало 19 дворов.

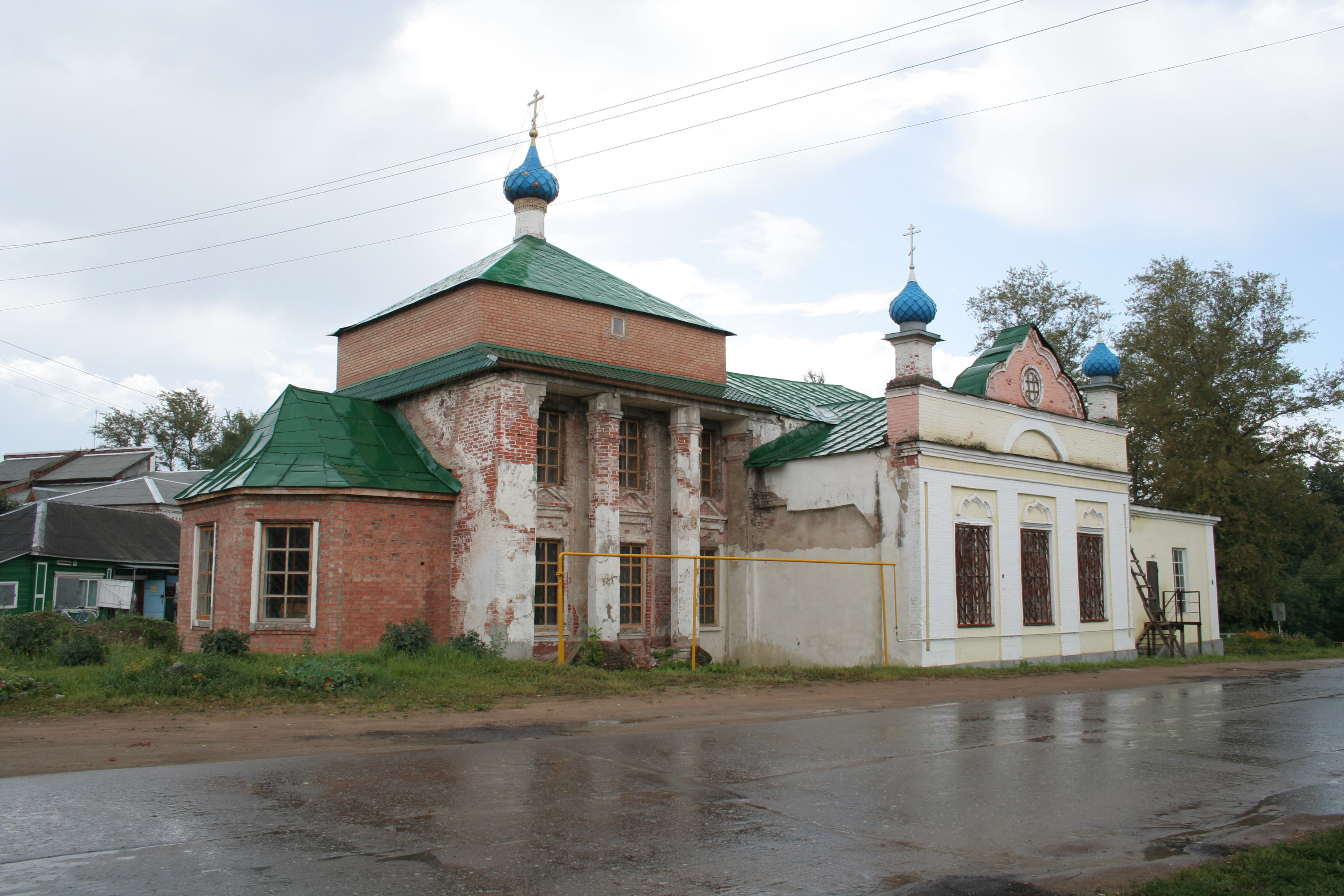
Никольская церковь

### Конец XIX века
В начале 1870-х годов местный купец Алексей Васильевич Локалов из села Великого открыл в селе текстильную мануфактуру - механическую льнопрядильню, обеспечившую стремительный рост небольшого в то время села. Изначально на ней работали 241 человек.
При фабрике работала больница на 16 коек, народное училище, библиотека. В 1895 году открылось новое здание школы (современное РОНО). В 1899 году при фабрике построена электростанция.
Административно селение входило в состав Ставотинской волости Ярославского уезда.

### XX — XXI века
5 августа 1922 года президиум Ярославского губисполкома присвоил Гаврилов-Яму статус посёлка городского типа. Уже полтора десятилетия спустя, 26 декабря 1938 года, Указом Президиума Верховного Совета РСФСР рабочий посёлок Гаврилов-Ям был преобразован в город Гаврилов-Ям.

В 1968 году в городе был открыт машиностроительный завод — объект оборонного значения, образованный на базе дочернего предприятия Московского механического завода «Знамя революции».

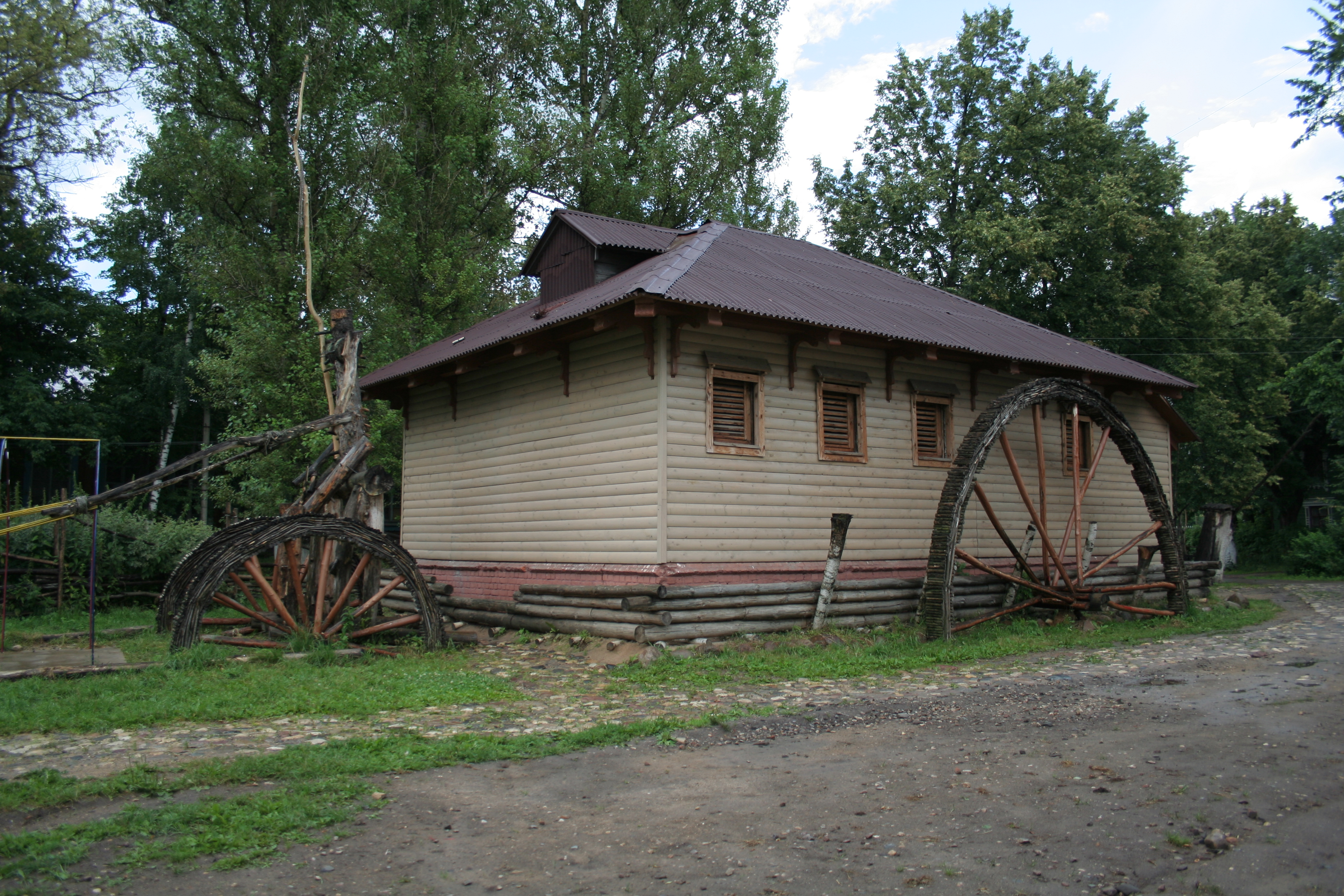
Музей ямщика

## Музей ямщика
Один из основных музеев города. Открытие музея произошло 20 августа 2005 года. В коллекции музея: дуги, колокольчики, сани, упряжь, бытовая утварь и т. д. Имеются интерактивные программы, развлекательные программы, путеводитель. Адрес: 152240, Ярославская область, г. Гаврилов-Ям, ул. Советская,2.

## Тематические праздники
12 июня в Гаврилов-Яме проводится фестиваль ямщицкой песни. Фестиваль стал победителем в национальной премии «Russian Event Awards» (2014 год). Национальная премия «Russian Event Awards» учреждена как отраслевая награда, присуждаемая по итогам конкурса проектов за достижения в области развития индустрии событийного туризма.
В августе проводится Областной фестиваль народных художественных промыслов и ремёсел «Сувенир Страны ямщика». На фестивале можно не только посмотреть, но и приобрести изделия народного творчества, научиться самостоятельно многим видам ремесла: резьбе по дереву, лозоплетению, кузнечному ремеслу, керамике, ручному ткачеству, валянию из шерсти, тестопластике, искусству изготовления изделий из капа, лоскутной кукле и многому другому. В рамках фестиваля «Сувенир Страны ямщика» проводится конкурс на лучший мастер-класс по народным художественным промыслам и ремёслам с денежным поощрением участников. Главным героем фестиваля выступает сказочный конь — Гай Юлий Цезарь. Именно он вручает подарки и призы участникам.

## Население
| 1859    | 1914    | 1931    | 1939    | 1959    | 1967    | 1970    | 1979    | 1989    | 1992    |
| ------- | ------- | ------- | ------- | ------- | ------- | ------- | ------- | ------- | ------- |
| 162     | ↗364    | ↗12 300 | ↗18 567 | ↗21 314 | ↘21 000 | ↘20 751 | ↘20 687 | ↗21 353 | ↘21 000 |
| 1996    | 1998    | 2002    | 2003    | 2005    | 2006    | 2007    | 2008    | 2009    | 2010    |
| ↘20 600 | ↘20 200 | ↘19 105 | ↘19 100 | ↘18 800 | ↘18 600 | ↘18 534 | ↘18 400 | ↘18 200 | ↘17 791 |
| 2011    | 2012    | 2013    | 2014    | 2015    | 2016    | 2017    | 2018    | 2019    | 2020    |
| ↘17 755 | ↘17 661 | ↘17 579 | ↘17 468 | ↗17 514 | ↘17 434 | ↘17 351 | ↘17 057 | ↘16 715 | ↘16 536 |
| 2021    |         |         |         |         |         |         |         |         |         |
| ↘16 084 |         |         |         |         |         |         |         |         |         |

На 1 января 2025 года по численности населения город находился на 759-м месте из 1124 городов Российской Федерации.
Национальный состав
По итогам переписи населения 2020 года проживали следующие национальности (национальности менее 0,1 % и другое, см. в сноске к строке «Другие»):
| Национальность | Численность, чел. | Доля     |
| -------------- | ----------------- | -------- |
| Русские        | 15 472            | 96,19 %  |
| Армяне         | 62                | 0,39 %   |
| Украинцы       | 50                | 0,31 %   |
| Узбеки         | 45                | 0,28 %   |
| Таджики        | 33                | 0,21 %   |
| Корейцы        | 26                | 0,16 %   |
| Татары         | 24                | 0,15 %   |
| Цыгане         | 20                | 0,12 %   |
| Другие         | 352               | 2,19 %   |
| Итого          | 16 084            | 100,00 % |

## Экономика

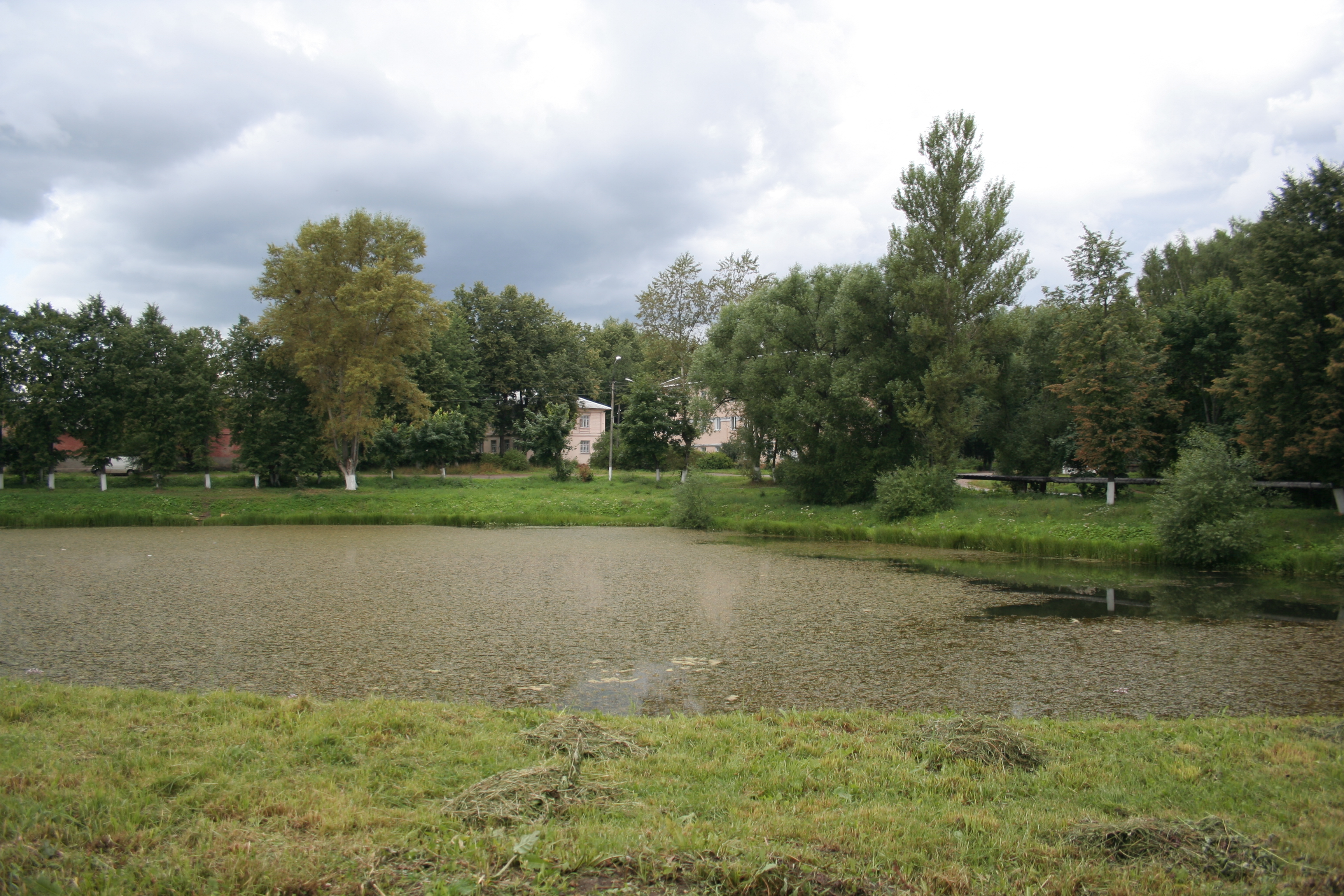
Пруд в центре города

На 2013 год машиностроительный завод (ОАО ГМЗ «Агат») и Гаврилов-Ямский льнокомбинат являются градообразующими предприятиями, обеспечивающими занятость большинству населения города.
Гаврилов-Ямский льнокомбинат ведёт свою историю от текстильной мануфактуры Локалова. Комбинат осуществляет полную технологическую цепочку обработки льна — от льночесального производства до выпуска готовой продукции (льняные и смешанные ткани, узорчатые скатерти, салфетки, полотенца и т. п.). Комбинат — единственное в стране производство, выпускающее холст для живописи. В 2007 году собственником комбината стала компания «Трёхгорная мануфактура». В 2008 году в Гаврилов-Ям было переведено ткацкое производство московской фабрики «Трёхгорная мануфактура». В июле 2013 года Гаврилов-Ямский льнокомбинат был признан банкротом.

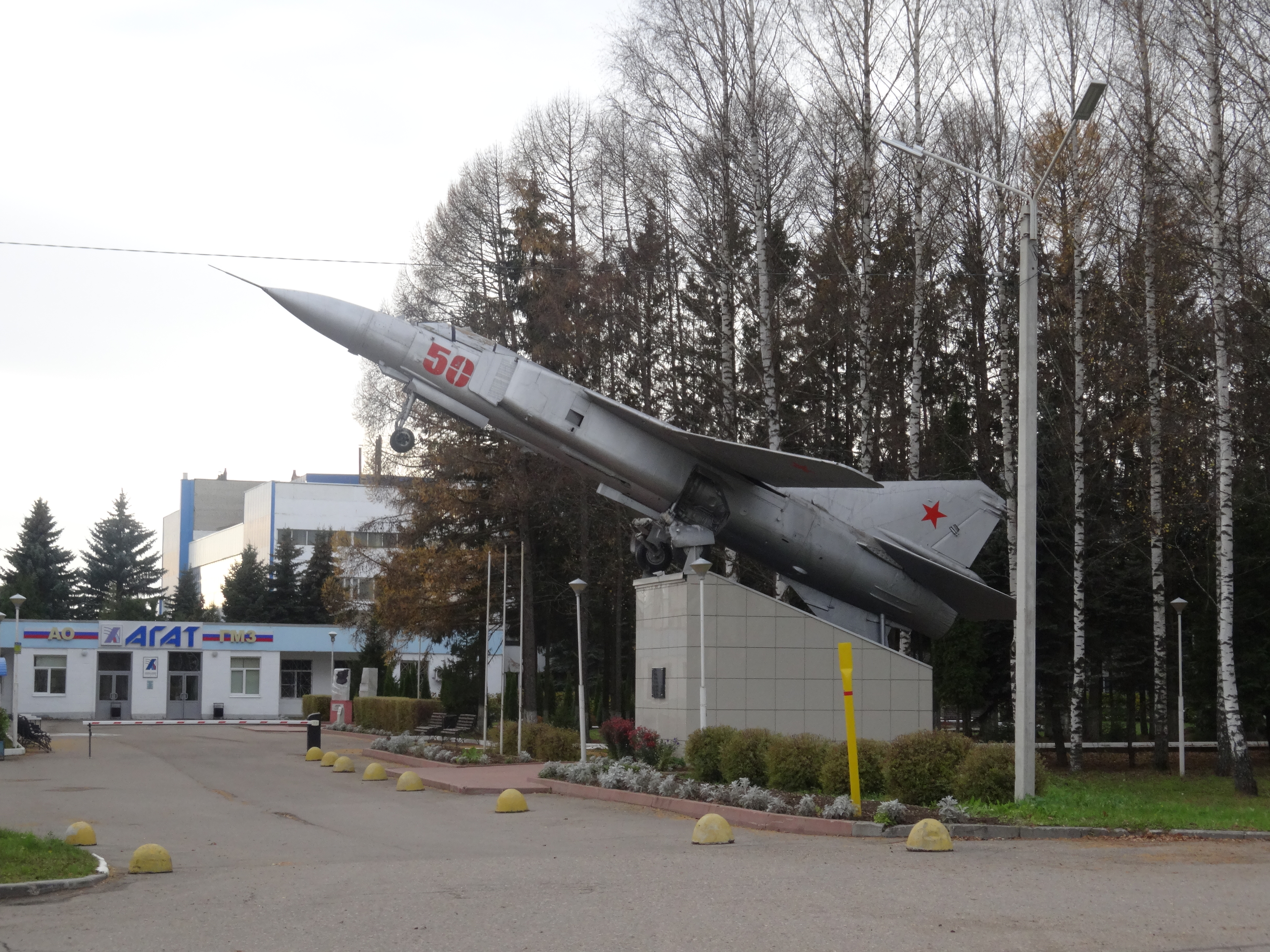
У проходной завода «Агат»

ОАО ГМЗ «Агат» выпускает современные агрегаты для двигателей военных самолётов, производит и ремонтирует топливо-регулирующую аппаратуру для авиационной техники, гидроаппаратуру для мобильной грузоподъёмной техники, дорожно-строительных, коммунальных машин и манипуляторов, запчасти к автомобилям, а также товары народного потребления: детские прогулочные коляски, багажные тележки, торговые палатки, складные столы и стулья, стеллажи, шезлонги, раскладушки. Налажена сборка мотоблоков.
К категории крупных и средних промышленных предприятий относятся также:
- Государственное унитарное предприятие (ГУП) «Гаврилов-Ямский хлебозавод»(закрыт https://egrul.nalog.ru/index.html)  (хлебобулочные и кондитерские изделия);
- ГУП «Гаврилов-Ямская типография» (полиграфическая промышленность).(закрыт https://egrul.nalog.ru/index.html)
- Закрытое акционерное общество (ЗАО) Гаврилов-Ямский «Агропромтехснаб» (машиностроение и металлообработка); (закрыт https://egrul.nalog.ru/index.html)
- ЗАО «Лакокрасочные материалы» (производство красок и эмалей). (закрыт https://egrul.nalog.ru/index.html)

### Туризм
Город развивает туризм. С конца 2001 года Гаврилов-Ямский муниципальный округ включён в программу туристических маршрутов. Новый туристический маршрут «Гаврилов-Ям — село Великое» внесён в Золотое кольцо России. Район за год посещают в среднем 1600 туристов.

## Памятники архитектуры

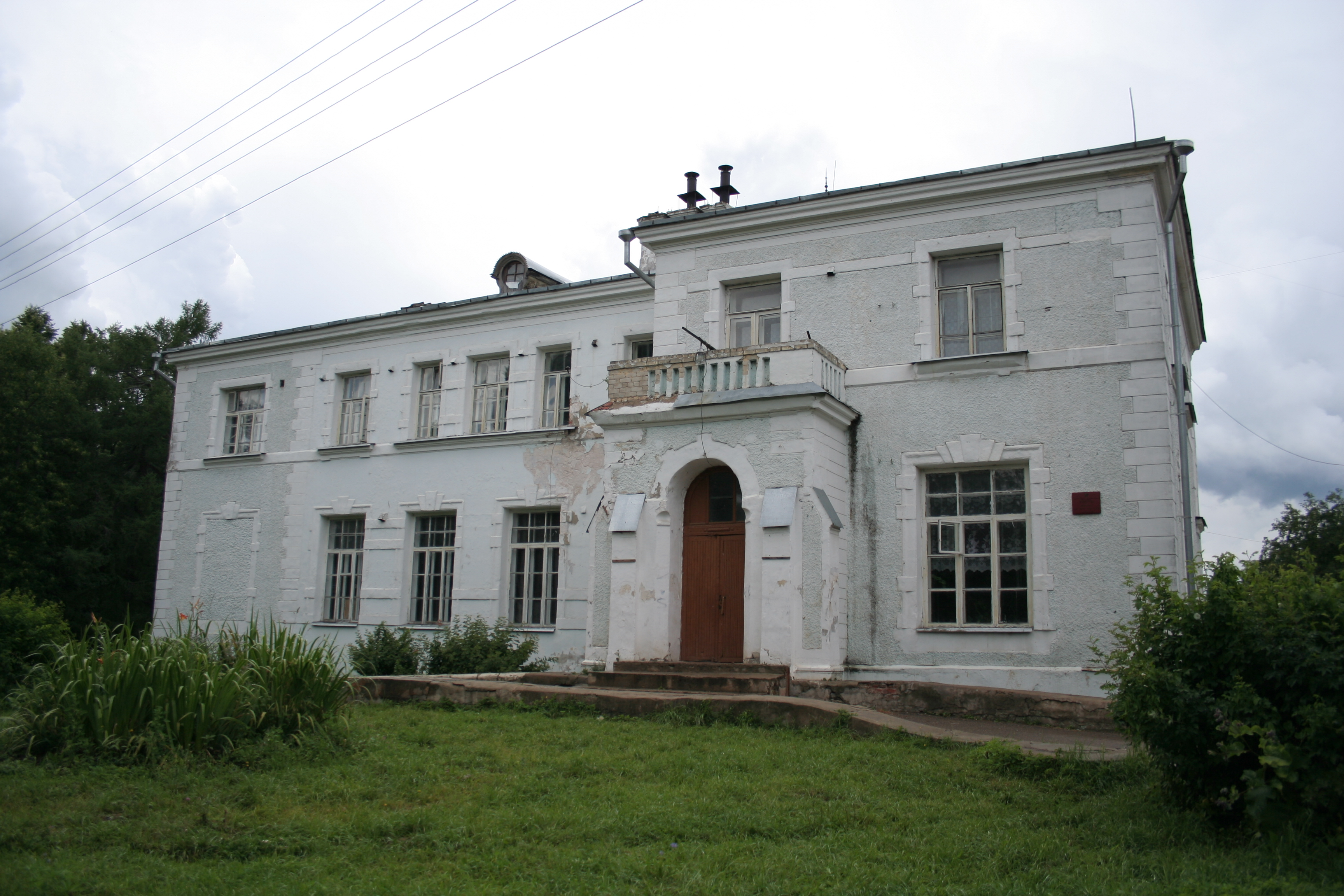
Дворец детского творчества

- Никольский храм — каменная церковь, построена в 1798 году на средства прихожан. Неоднократно поновлялась на средства фабриканта Локалова. Имела три престола: во имя Николая Чудотворца, во имя Успения Божией Матери (освящён в 1890 году), во имя Святого Апостола Архипа и Всех Святых (освящён в 1888 году). Храм был закрыт в 1937 году, в советские годы в нём располагались спортивные объекты. В 1991 году передан Русской православной церкви[39]. В настоящее время продолжается реставрация храма.
- Городской дом культуры — образец каменной гражданской постройки начала XX века в рабочих посёлках. Бывшая богадельня для одиноких работниц Локаловской мануфактуры, построена на средства правления предприятия.
- Гаврилов-Ямский льнокомбинат — сохранились рабочие корпуса начала XX века.
- Городской стадион — старейшее спортивное сооружение Ярославской области, основанное в 1912 году английскими специалистами, работавшими на Локаловской мануфактуре[40].
- Здание Дворца детского творчества — административное здание Локаловской мануфактуры, построенное в стиле русского псевдореализма[уточнить]. Использовалось как жилое помещение управляющего фабрикой и место заключения торговых сделок.
- «Рабочие каморки» — комплекс жилых построек начала XX века, сохранившийся без больших переделок. Ранее эти здания являлись общежитиями для рабочих Локаловской мануфактуры. В центре этого комплекса сохранилась часовня.
- Здание Народного дома (Клубная улица, 3) — построено в конце XIX века, в настоящее время в нём располагается районное отделение милиции и прокуратура, здание относится к объектам исторического и культурного наследия федерального значения[41].

## СМИ
В Гаврилов-Яме учреждён ряд средств массовой информации.
- Районная газета «Гаврилов-Ямский Вестник»[43]
- С 2001 до 2022 года работал телеканал «Гаврилов-Ямское телевидение»[43][44]

## Общественный транспорт

### Автобусное сообщение
В Гаврилов-Яме действует система городского и пригородного общественного транспорта. Маршруты обслуживаются ООО АТП "Пассажирские перевозки" (маршрут №1), Гаврилов-Ямский филиал АО "Ярославское АТП". На маршрутах работают автобусы малого, среднего и большого класса с предоставлением льгот.
Городские маршруты:
- №1 Машзавод — ГМЗ «Агат»
- №2 Автовокзал — Гагарино (улица Ленина)
- №3 Водозабор — Автовокзал — Школа слабовидящих — ЦРБ

Транзитные маршруты:
- №4946 Ярославль — Владимир (через Иваново)
- №527/2346 Ярославль — Иваново (через Осенево, Подозерск, Писцово); Иваново — Ярославль

Пригородные маршруты:
- №167 Гаврилов-Ям — Ярославль (через Шопшу)
- №168 Гаврилов-Ям — Ярославль (через Заячий Холм)
- №232 Гаврилов-Ям — Ростов
- №101 Гаврилов-Ям — Осенево; Гаврилов-Ям — Осенево (через Стогинское, Ульяново)
- №102 Гаврилов-Ям — Остров
- №103 Гаврилов-Ям — Лахость
- №104 Гаврилов-Ям — Милочево
- №105 Гаврилов-Ям — Головино
- №106 Гаврилов-Ям — Степанчиково
- №107 Гаврилов-Ям — Плещеево
- №108 Гаврилов-Ям — Сосновый Бор — Плещеево

### Железнодорожное сообщение
В 1927 году к льнокомбинату была построена железнодорожная ветка от Семибратово, которая использовалась для грузового и пассажирского движения. Ежегодно по ней проходило до 6000 вагонов, а с начала девяностых количество сократилось в десять раз. Вплоть до 2003 года ходил пригородный поезд Семибратово — Гаврилов-Ям.